# Policía Federal (México)

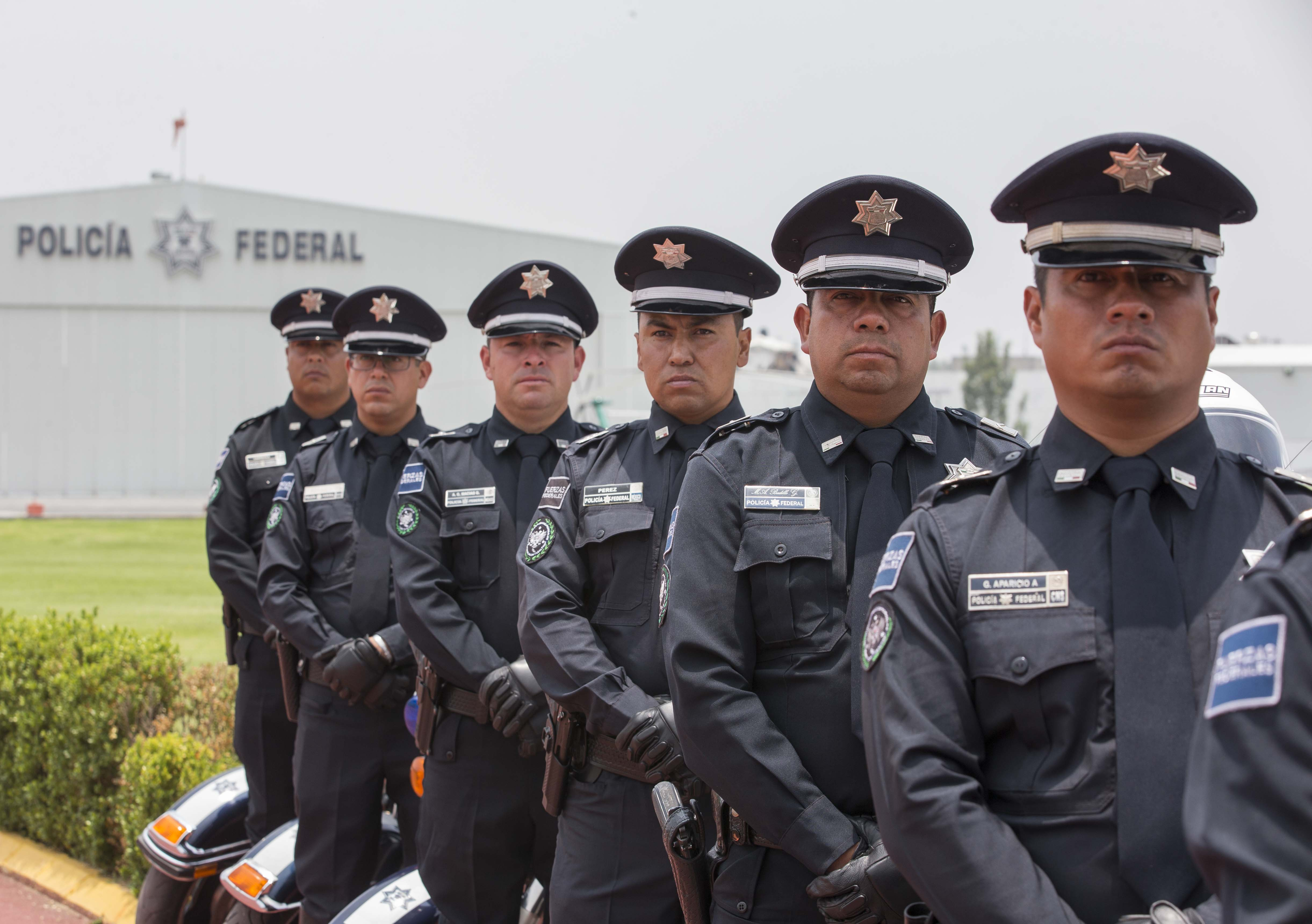
Elementos de la Policía Federal

La Policía Federal (PF) fue el cuerpo policial de los Estados Unidos Mexicanos, con carácter de órgano desconcentrado de la Secretaría de Gobernación creado a partir de una restructuración de la Policía Federal Preventiva, con la publicación de la Ley de la Policía Federal en el Diario Oficial de la Federación el 1 de junio de 2009 por el presidente Felipe Calderón como brazo operativo en la lucha contra la delincuencia organizada. 
El 1 de octubre de 2019, la Policía Federal inició su liquidación con la publicación en el Diario Oficial de la Federación el acuerdo por el que se emitieron los lineamientos para la transferencia de los recursos humanos, materiales y financieros que tiene asignados la Policía Federal a la Guardia Nacional, junto al proceso de absorción en conjunto a la Policía Militar y la Policía Naval.
Fue disuelta oficialmente el 31 de diciembre de 2019.

## Historia

### Antecedentes
El 4 de enero de 1999 el presidente Ernesto Zedillo publicó la ley que creó la Policía Federal Preventiva como parte de la Secretaría de Gobernación. Un cuerpo policial con facultades y atribuciones de prevención que integró en un solo organismo a los antiguos cuerpos administrativos de la Policía Federal de Caminos, Policía Fiscal Federal y Policía de Migración .
El presidente Vicente Fox, a su vez, creó la Secretaría de Seguridad Pública, al separar el ramo de seguridad pública de la Secretaría de Gobernación, que incluyó a la Policía Federal Preventiva junto con el sistema penitenciario del país.

### Creación
Para dotarle de facultades de investigación y no solo de prevención, el 1º de junio de 2009 el presidente Felipe Calderón Hinojosa publicó una nueva Ley que transformó a la Policía Federal Preventiva en la nueva Policía Federal como un cuerpo policial de investigación, a fin de contar con brazo operativo en la lucha contra la delincuencia organizada. Con esta modificación, recibió facultades para colaborar con la Procuraduría General de la República, ya que antes solo lo hacía la Agencia Federal de Investigación. La nueva Policía Federal se previó como auxiliar a las policías de los estados, de los municipios y del Distrito Federal. Esta decisión se enmarcó en medio del incremento alarmante de violencia, secuestros y casos de corrupción y complicidad de los elementos policiacos de las antiguas corporaciones con el crimen organizado.
La reestructuración de la Policía Federal se fundamentó en un cambio de fondo en lo relativo a seguridad pública con el propósito que la federación mexicana cumpla debidamente con su responsabilidad constitucional en lo referente a la prevención del delito y mejorar funcionalmente los servicios de seguridad pública a su cargo.

### Gobierno de Enrique Peña Nieto
En diciembre de 2012, cuando Peña Nieto fue elegido Presidente Constitucional de los Estados Unidos Mexicanos, se tomó la decisión de desaparecer la Secretaría de Seguridad Pública para dar paso a la creación de la Comisión Nacional de Seguridad, vinculando entonces la Policía Federal como órgano desconcentrado de la Secretaría de Gobernación. 

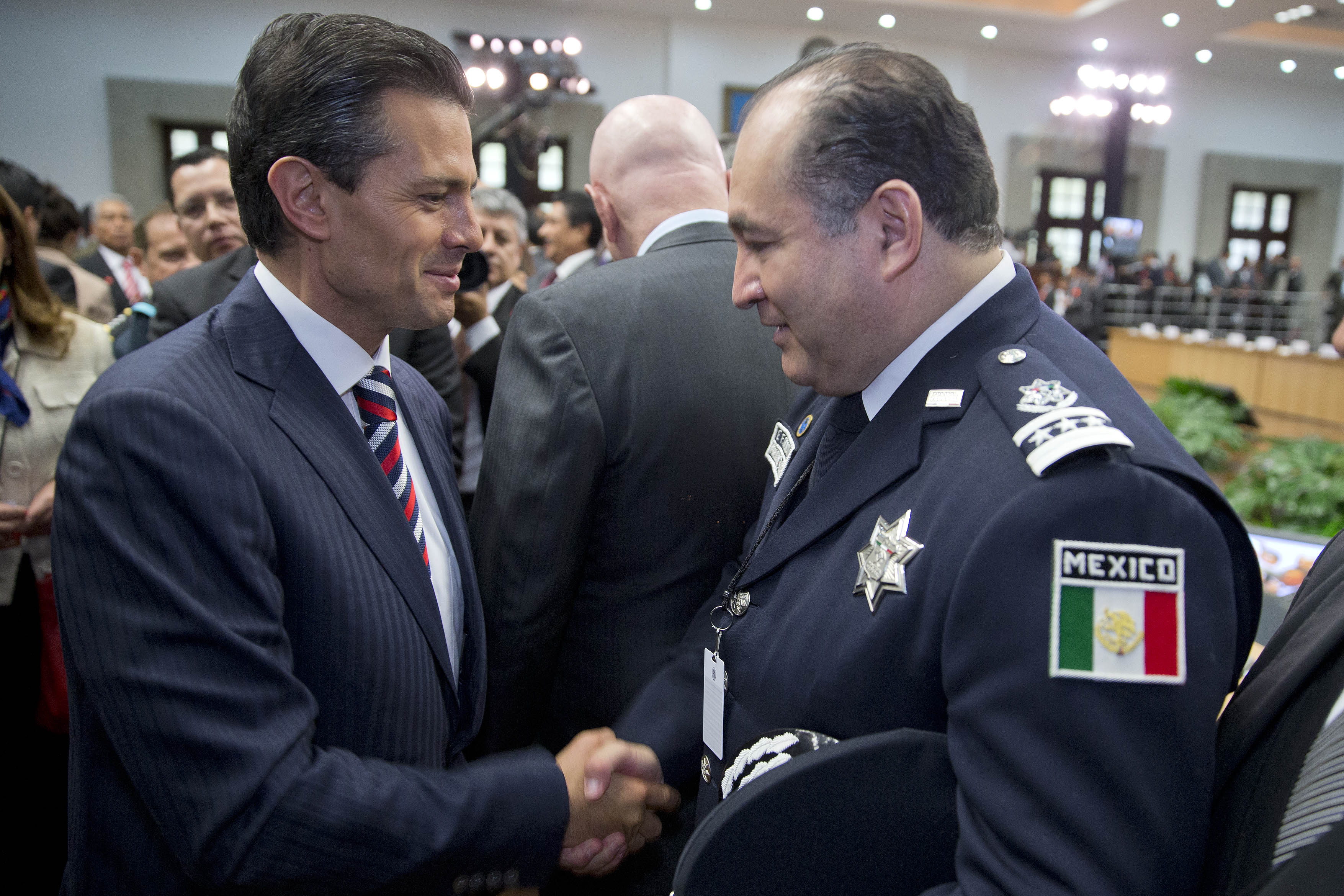
Enrique Galindo Ceballos saluda al Presidente Enrique Peña Nieto

El 8 de mayo de 2013 se anunció que la Gendarmería entraría en activo el 16 de septiembre de 2013 para coincidir con el desfile de las fuerzas armadas que se realiza ese día en México. Pero en agosto de ese año se postergó el inicio de sus funciones a julio de 2014 y se anunció que no sería más una fuerza dependiente del ejército, sino que se convertiría en una división de la Policía Federal de México.
En septiembre de 2014, la Policía Federal fue una de la instituciones o corporaciones señaladas, después de la desaparición de los 43 normalistas de Ayotzinapa. Durante el periodo de turbulencia que se empezó a vivir, después de esto, en la región sur del país, grupos criminales, la Policía Federal, junto a la Gendarmería, Marina y Ejército arribaron a la región para combatir el crimen, pero serían objeto de emboscadas y ataques en los caminos hacia comunidades y cuarteles.
Participaron, junto a la Policía Estatal de Oaxaca, Guerrero y Chiapas, en operativos para liberar y resguardar instalaciones, carreteras, etc... durante el conflicto magisterial, por la reforma educativa, enfrentándose en varias ocasiones contra simpatizantes de la CNTE, restableciendo el orden a finales de 2016, aunque, todavía, teniendo algunos roces con simpatizantes.
A partir de octubre de 2018, con la llegada de las caravanas migrantes, en la frontera sur del país, fueron los primeros en ser movilizados para apoyar al INM, en operativos para controlar o detener los movimientos migratorios. Lograrían defender la entrada a México, por el puente fronterizo que une Ciudad Hidalgo, México con Tecun Uman, Guatemala, de una gran desvanada de migrantes.

## Objetivos de la Policía Federal
Establecido en el Artículo 2 de la Ley de la Policía Federal:

"Artículo 2. 
I. Salvaguardar la vida, la integridad, la seguridad y los derechos de las personas, así como preservar las libertades, el orden y la paz públicos.
II. Aplicar y operar la política de seguridad pública en materia de prevención y combate de delitos.
III. Prevenir la comisión de los delitos.

IV. Investigar la comisión de delitos bajo la conducción y mando del Ministerio Público de la Federación, en términos de las disposiciones aplicables.

## Principios rectores
Establecido en el artículo 3º de la Ley de la Policía Federal:

"Artículo 3.
Serán principios rectores en el ejercicio de las funciones y acciones que en materia de prevención y combate de los delitos le competen a la Policía Federal, los de:
- Legalidad
- Objetividad,
- Eficiencia,
- Profesionalismo,
- Honradez
- Respeto a los derechos humanos reconocidos en la Constitución Política de los Estados Unidos Mexicanos.

## Jurisdicción Territorial

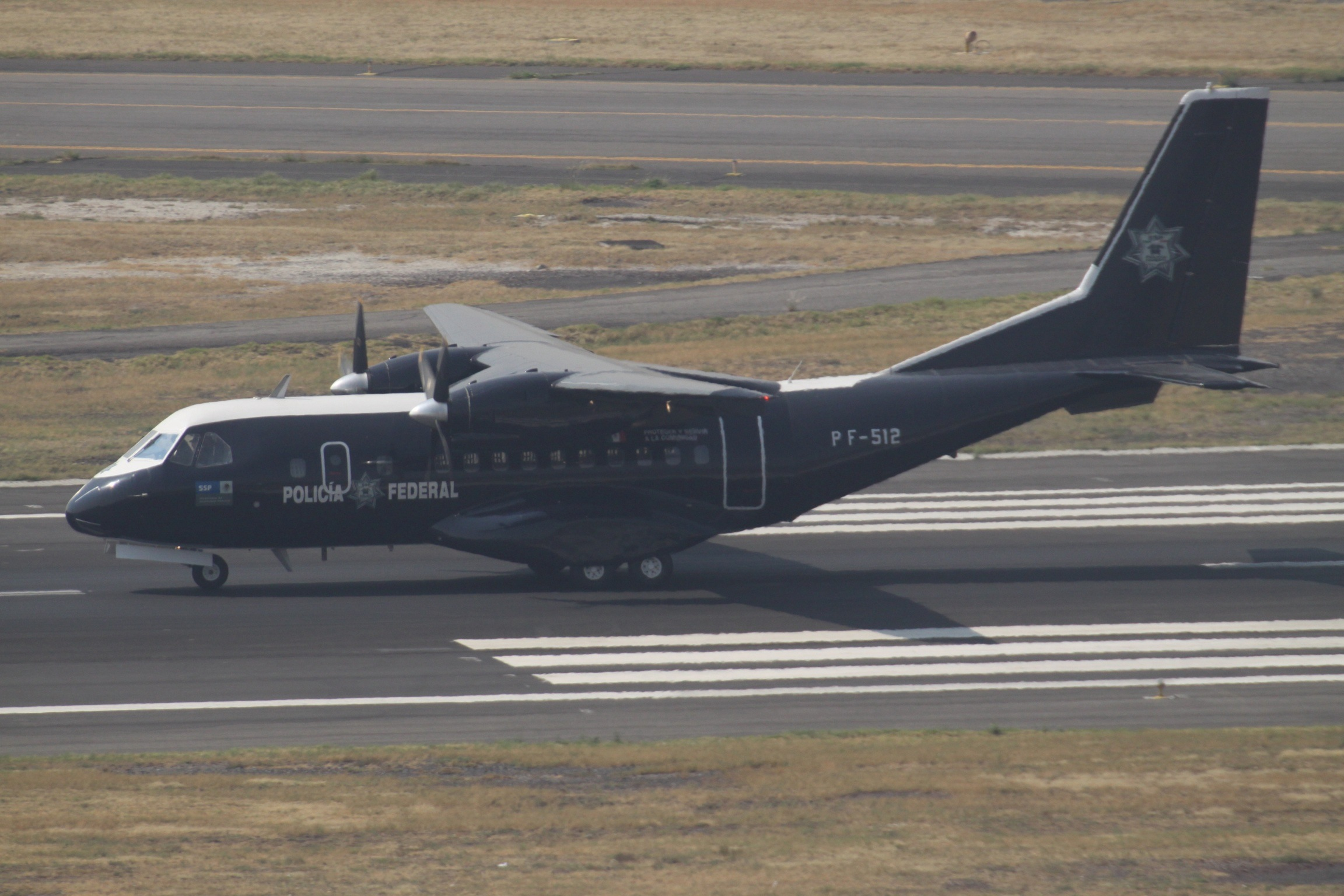
PF-512 Casa C.235 Policia Federal

La Policía Federal podía intervenir para salvaguardar la integridad de las personas, garantizar, mantener, restablecer el orden y la paz pública; así como prevenir la comisión de delitos en:
a) Las zonas fronterizas y en la tierra firme de los litorales, la parte perteneciente al país de los pasos y puentes limítrofes, las aduanas, los recintos fiscales, secciones aduaneras, garitas, puntos de revisión aduaneros, los centros de supervisión y control migratorio, las carreteras federales, las vías férreas, los aeropuertos, los puertos marítimos autorizados para el tráfico internacional, el espacio aéreo y los medios de transporte que operen en las vías generales de comunicación, así como sus servicios auxiliares.
b) Los parques nacionales, las instalaciones hidráulicas y vasos de las presas, los embalses de los lagos y los cauces de los ríos.
c) Los espacios urbanos considerados como zonas federales, así como en los inmuebles, instalaciones y servicios de entidades y dependencias de la federación.
d) Todos aquellos lugares, zonas o espacios del territorio nacional sujetos a la jurisdicción federal.
e) En todo el territorio nacional en el ámbito de su competencia.

## Organización
El Reglamento de la Ley de la Policía Federal, publicado en el Diario Oficial de la Federación el 17 de mayo de 2010, establecía a la Policía Federal como un órgano administrativo desconcentrado de la Secretaría de Gobernación, la regulación del servicio profesional de carrera policial y su régimen disciplinario interno. 

### Estructura Orgánica
La Policía Federal, para el ejercicio de los asuntos según su competencia con fundamento en el Capítulo Segundo del Título Primero del Reglamento de la Ley de la Policía Federal, en su artículo 5°, contaba con las siguientes unidades:
- Oficina del Comisionado General
- 7 divisiones 
  - Inteligencia
  - Investigación
  - Seguridad Regional
  - Científica
  - Antidrogas
  - Fuerzas Federales
  - Gendarmería
- Secretaría General
- Unidad de Asuntos Internos
- 20 Coordinaciones
- 32 Coordinaciones Estatales
- 66 Direcciones Generales

### Rangos
De conformidad al artículo 108 del Reglamento de la Ley de la Policía Federal, los integrantes de la institución se agrupaban en cuatro categorías, los cuales estaban subdivididos según el grado jerárquico, que eran los siguientes:
| País                     | Comisarios        | Comisarios        | Comisarios      | Comisarios     | Comisarios     | Comisarios     | Comisarios | Comisarios | Comisarios | Comisarios      | Inspectores     | Inspectores     | Inspectores    | Inspectores    | Inspectores    | Inspectores | Inspectores | Inspectores | Inspectores  | Oficiales    | Oficiales    | Oficiales | Oficiales | Oficiales | Oficiales  | Oficiales  | Oficiales  | Oficiales       | Escala Básica   | Escala Básica   | Escala Básica   | Escala Básica   | Escala Básica   | Escala Básica   | Escala Básica   | Escala Básica   | Escala Básica | Escala Básica | Escala Básica | Escala Básica |
| ------------------------ | ----------------- | ----------------- | --------------- | -------------- | -------------- | -------------- | ---------- | ---------- | ---------- | --------------- | --------------- | --------------- | -------------- | -------------- | -------------- | ----------- | ----------- | ----------- | ------------ | ------------ | ------------ | --------- | --------- | --------- | ---------- | ---------- | ---------- | --------------- | --------------- | --------------- | --------------- | --------------- | --------------- | --------------- | --------------- | --------------- | ------------- | ------------- | ------------- | ------------- |
| Estados Unidos Mexicanos |                   |                   |                 |                |                |                |            |            |            |                 |                 |                 |                |                |                |             |             |             |              |              |              |           |           |           |            |            |            |                 |                 |                 |                 |                 |                 |                 |                 |                 |               |               |               |               |
| Comisionado Gral.        | Comisionado Gral. | Comisionado Gral. | Comisario Gral. | Comisario Jefe | Comisario Jefe | Comisario Jefe | Comisario  | Comisario  | Comisario  | Inspector Gral. | Inspector Gral. | Inspector Gral. | Inspector Jefe | Inspector Jefe | Inspector Jefe | Inspector   | Inspector   | Inspector   | Subinspector | Subinspector | Subinspector | Oficial   | Oficial   | Oficial   | Suboficial | Suboficial | Suboficial | Policía Primero | Policía Primero | Policía Primero | Policía Segundo | Policía Segundo | Policía Segundo | Policía Tercero | Policía Tercero | Policía Tercero | Policía       | Policía       | Policía       |               |

## Operativos
La Policía Federal desarrollaba varios operativos al servicio de la ciudadanía, los cuales se encontraban:
- PAISANO; cuyo fin es el de asegurar un trato digno y conforme a derecho para los usuarios de carreteras, aeropuertos y centros turísticos, que ingresan, transitan o salgan de México, mediante las siguientes acciones:

1. Proporcionar orientación, auxilio y asesoría. Brindar un trato cortés y amable, así como todas las facilidades disponibles, en casos de accidentes, descomposturas y/o enfermedades.
2. Sensibilizar a los viajeros sobre el riesgo de un accidente cuando se les detecte cometiendo violaciones de tránsito.
3. Reportar diariamente las acciones de ayuda, auxilio, orientación e información proporcionadas, así como accidentes de tránsito en los que participen connacionales.
- ASIENTO SEGURO; revisión del uso correcto del cinturón de seguridad.

- 30-DELTA: revisión de estado físico y mental de conductores de vehículos en general.

- CARRUSEL: control de velocidad con auto-patrullas guías.

- LINCE CON RADAR: para control de velocidad.

- TELURIO Y ANTI ASALTOS: vigilancia y seguridad en zonas de alta incidencia delictiva.

- REVISIÓN EN TERMINALES AÉREAS Y DE AUTOBUSES: con arcos y dispositivos manuales detectores de metales para evitar la presencia de armas.

También cuenta con operativos por temporada como son:
- Operativo Semana Santa.

- Operativo Invierno.

## Transporte
La Policía Federal contaba con varios vehículos terrestres, aéreos y marinos. Se calcula que posee más de 10 000 automóviles patrulla. El entrenamiento aéreo de los pilotos se lleva a cabo en las instalaciones de la Escuela de Aviación Naval localizada en Las Bajadas, Veracruz.
Entre los principales vehículos que contaba, estaba:
- Dodge Charger (LX)
- Dodge Durango
- Dodge Ram SRT 10
- Ford F-150
- Ford 250
- Ford 450
- Ford Econoline